# Julien Librecht
Julien Peter Librecht (Vlierzele, 9 augustus 1936 – Aalst, 3 september 2024) was een Belgisch auteur en Vlaams-nationalistisch politicus voor het Vlaams Blok en diens opvolger Vlaams Belang.

## Levensloop
Na zijn studies pedagogie en journalistiek werkte Julien Librecht als leraar aan de Rijksmiddelbare School in Aalst.
Bij de tweede rechtstreekse Vlaamse verkiezingen van 13 juni 1999 werd hij voor het radicaal-rechtse Vlaams Blok verkozen in de kieskring Aalst-Oudenaarde. Hij bleef Vlaams Parlementslid tot juni 2004 en was van 1999 tot 2001 lid van de commissie Cultuur, Media en Sport en van 1999 tot 2004 lid van de commissie Onderwijs, Vorming en Wetenschapsbeleid. Zijn parlementaire activiteiten legden zich dan ook voornamelijk toe op het onderwijs- en het cultuurbeleid, waarbij hij een groot belang hechtte aan taalzorg en taalbehoud.
Bij de lokale verkiezingen van 2000 werd hij verkozen tot gemeenteraadslid van Lede, wat hij bleef tot in 2006. In de gemeenteraad ijverde Librecht ervoor om een inventaris van het gemeentelijk erfgoed op te maken ten behoeve van de gemeentelijke cultuurraad, met het oog op een constante aandacht voor traditie en overlevering.
Hij combineerde zijn activiteiten als onderwijzer en politicus met zijn activiteiten als literair schrijver en auteur van essays, jeugdboeken, romans en libretto's. Sommige van zijn werken zijn al meermaals bekroond geweest met de Letterkundige Prijs van de Provincie Oost-Vlaanderen. Zijn carrière liep tussen 1959 en 2018. Ook was hij actief als letterkundige, dichter, kunstcriticus in het literaire tijdschrift Nieuwe Stemmen en was hij voorzitter van de Marnixring Iwein van Aalst.
- International Standard Name Identifier: 0000 0003 9566 9008
- Virtual International Authority File: 290417969
- WorldCat: E39PBJcwGQj4BCbKHVbKbbfyVC